# Championnat de France de basket-ball 1945-1946
Navigation
Saison précédente Saison suivante
La saison 1945-1946 du championnat de France de basket-ball Excellence est la 24e édition du championnat de France masculin de basket-ball.
ESSMG Lyon remporte le championnat.

## Présentation
Toujours confrontée à des défis d'organisation, la fédération établit un championnat avec matchs à élimination directe. Ainsi, 485 équipes participent au championnat de la manière suivante :
- 1er tour du 30 septembre 1945 :78 rencontres et 329 équipes exemptes
- 2d tour du 28 octobre 1945 : 175 rencontres et 57 équipes exemptes
- 3e tour du 25 novembre 1945 : 108 rencontres et 16 exempts
- 4e tour du 23 décembre 1945 : 60 rencontres et 4 exempts
- 5e tour du 13 janvier 1946 (32e de finale) : 32 rencontres
- 6e tour du 17 février 1946 : 16 rencontres

La finale se déroule le dimanche 25 mai 1946 au Vélodrome d'Hiver de Paris.

## Équipes participantes
485 équipes participent au championnat.

## Phase finale
|  | Huitièmes de finale               | Huitièmes de finale                 |                    |    | Quarts de finale      | Quarts de finale      |  |  | Demi-finales                        | Demi-finales                        |  |  | Finale                                 | Finale                                 |
|  | Huitièmes de finale               | Huitièmes de finale                 |                    |    | Quarts de finale      | Quarts de finale      |  |  | Demi-finales                        | Demi-finales                        |  |  | Finale                                 | Finale                                 |
|  |                                   |                                     |                    |    |                       |                       |  |  |                                     |                                     |  |  |                                        |                                        |
|  | 24 février 1946, Limoges          | 24 février 1946, Limoges            |                    |    | 17 mars 1946, Limoges | 17 mars 1946, Limoges |  |  | 14 avril 1946, Paris (Gymnase Japy) | 14 avril 1946, Paris (Gymnase Japy) |  |  | 25 mai 1946, Paris (Vélodrome d'Hiver) | 25 mai 1946, Paris (Vélodrome d'Hiver) |
|  | 24 février 1946, Limoges          | 24 février 1946, Limoges            |                    |    | 17 mars 1946, Limoges | 17 mars 1946, Limoges |  |  | 14 avril 1946, Paris (Gymnase Japy) | 14 avril 1946, Paris (Gymnase Japy) |  |  | 25 mai 1946, Paris (Vélodrome d'Hiver) | 25 mai 1946, Paris (Vélodrome d'Hiver) |
|  | CAPO Limoges                      | 18                                  |                    |    | 17 mars 1946, Limoges | 17 mars 1946, Limoges |  |  | 14 avril 1946, Paris (Gymnase Japy) | 14 avril 1946, Paris (Gymnase Japy) |  |  | 25 mai 1946, Paris (Vélodrome d'Hiver) | 25 mai 1946, Paris (Vélodrome d'Hiver) |
|  | CAPO Limoges                      | 18                                  |                    |    | 17 mars 1946, Limoges | 17 mars 1946, Limoges |  |  | 14 avril 1946, Paris (Gymnase Japy) | 14 avril 1946, Paris (Gymnase Japy) |  |  | 25 mai 1946, Paris (Vélodrome d'Hiver) | 25 mai 1946, Paris (Vélodrome d'Hiver) |
|  | Racing Club de France             | 17                                  |                    |    | 17 mars 1946, Limoges | 17 mars 1946, Limoges |  |  | 14 avril 1946, Paris (Gymnase Japy) | 14 avril 1946, Paris (Gymnase Japy) |  |  | 25 mai 1946, Paris (Vélodrome d'Hiver) | 25 mai 1946, Paris (Vélodrome d'Hiver) |
|  | Racing Club de France             | 17                                  | CAPO Limoges       | 20 |                       |                       |  |  | 14 avril 1946, Paris (Gymnase Japy) | 14 avril 1946, Paris (Gymnase Japy) |  |  | 25 mai 1946, Paris (Vélodrome d'Hiver) | 25 mai 1946, Paris (Vélodrome d'Hiver) |
|  | 24 février 1946, Dorignies        |                                     | CAPO Limoges       | 20 |                       |                       |  |  | 14 avril 1946, Paris (Gymnase Japy) | 14 avril 1946, Paris (Gymnase Japy) |  |  | 25 mai 1946, Paris (Vélodrome d'Hiver) | 25 mai 1946, Paris (Vélodrome d'Hiver) |
|  |                                   | Paris UC                            | 35                 |    |                       |                       |  |  | 14 avril 1946, Paris (Gymnase Japy) | 14 avril 1946, Paris (Gymnase Japy) |  |  | 25 mai 1946, Paris (Vélodrome d'Hiver) | 25 mai 1946, Paris (Vélodrome d'Hiver) |
|  | AAE Dorignies                     | Paris UC                            | 35                 | 7  |                       |                       |  |  | 14 avril 1946, Paris (Gymnase Japy) | 14 avril 1946, Paris (Gymnase Japy) |  |  | 25 mai 1946, Paris (Vélodrome d'Hiver) | 25 mai 1946, Paris (Vélodrome d'Hiver) |
|  | AAE Dorignies                     | 17 mars 1946, Clermont-Ferrand      |                    | 7  |                       |                       |  |  | 14 avril 1946, Paris (Gymnase Japy) | 14 avril 1946, Paris (Gymnase Japy) |  |  | 25 mai 1946, Paris (Vélodrome d'Hiver) | 25 mai 1946, Paris (Vélodrome d'Hiver) |
|  | Paris UC                          | 33                                  |                    |    |                       |                       |  |  | 14 avril 1946, Paris (Gymnase Japy) | 14 avril 1946, Paris (Gymnase Japy) |  |  | 25 mai 1946, Paris (Vélodrome d'Hiver) | 25 mai 1946, Paris (Vélodrome d'Hiver) |
|  | Paris UC                          | 33                                  | Paris UC           | 24 |                       |                       |  |  |                                     |                                     |  |  | 25 mai 1946, Paris (Vélodrome d'Hiver) | 25 mai 1946, Paris (Vélodrome d'Hiver) |
|  | 24 février 1946, Clermont-Ferrand |                                     | Paris UC           | 24 |                       |                       |  |  |                                     |                                     |  |  | 25 mai 1946, Paris (Vélodrome d'Hiver) | 25 mai 1946, Paris (Vélodrome d'Hiver) |
|  |                                   | ESSMG Lyon                          | 32                 |    |                       |                       |  |  |                                     |                                     |  |  | 25 mai 1946, Paris (Vélodrome d'Hiver) | 25 mai 1946, Paris (Vélodrome d'Hiver) |
|  | AS Clermontoise                   | ESSMG Lyon                          | 32                 | 20 |                       |                       |  |  |                                     |                                     |  |  | 25 mai 1946, Paris (Vélodrome d'Hiver) | 25 mai 1946, Paris (Vélodrome d'Hiver) |
|  | AS Clermontoise                   | 14 avril 1946, Paris (Gymnase Japy) |                    | 20 |                       |                       |  |  |                                     |                                     |  |  | 25 mai 1946, Paris (Vélodrome d'Hiver) | 25 mai 1946, Paris (Vélodrome d'Hiver) |
|  | FO Piscénois                      | 0                                   |                    |    |                       |                       |  |  |                                     |                                     |  |  | 25 mai 1946, Paris (Vélodrome d'Hiver) | 25 mai 1946, Paris (Vélodrome d'Hiver) |
|  | FO Piscénois                      | 0                                   | AS Clermontoise    | 28 |                       |                       |  |  |                                     |                                     |  |  | 25 mai 1946, Paris (Vélodrome d'Hiver) | 25 mai 1946, Paris (Vélodrome d'Hiver) |
|  | 24 février 1946, Nice             |                                     | AS Clermontoise    | 28 |                       |                       |  |  |                                     |                                     |  |  | 25 mai 1946, Paris (Vélodrome d'Hiver) | 25 mai 1946, Paris (Vélodrome d'Hiver) |
|  |                                   | ESSMG Lyon                          | 55                 |    |                       |                       |  |  |                                     |                                     |  |  | 25 mai 1946, Paris (Vélodrome d'Hiver) | 25 mai 1946, Paris (Vélodrome d'Hiver) |
|  | Nice Sports                       | ESSMG Lyon                          | 55                 | 25 |                       |                       |  |  |                                     |                                     |  |  | 25 mai 1946, Paris (Vélodrome d'Hiver) | 25 mai 1946, Paris (Vélodrome d'Hiver) |
|  | Nice Sports                       | 17 mars 1946, Paris                 |                    | 25 |                       |                       |  |  |                                     |                                     |  |  | 25 mai 1946, Paris (Vélodrome d'Hiver) | 25 mai 1946, Paris (Vélodrome d'Hiver) |
|  | ESSMG Lyon                        | 50                                  |                    |    |                       |                       |  |  |                                     |                                     |  |  | 25 mai 1946, Paris (Vélodrome d'Hiver) | 25 mai 1946, Paris (Vélodrome d'Hiver) |
|  | ESSMG Lyon                        | 50                                  | ESSMG Lyon         | 29 |                       |                       |  |  |                                     |                                     |  |  |                                        |                                        |
|  | 24 février 1946, Toulouse         |                                     | ESSMG Lyon         | 29 |                       |                       |  |  |                                     |                                     |  |  |                                        |                                        |
|  |                                   | Championnet Sports                  | 23                 |    |                       |                       |  |  |                                     |                                     |  |  |                                        |                                        |
|  | RCM Toulouse                      | Championnet Sports                  | 23                 | 11 |                       |                       |  |  |                                     |                                     |  |  |                                        |                                        |
|  | RCM Toulouse                      |                                     |                    | 11 |                       |                       |  |  |                                     |                                     |  |  |                                        |                                        |
|  | Championnet Sports                | 30                                  |                    |    |                       |                       |  |  |                                     |                                     |  |  |                                        |                                        |
|  | Championnet Sports                | 30                                  | Championnet Sports | 51 |                       |                       |  |  |                                     |                                     |  |  |                                        |                                        |
|  | 24 février 1946, Pont-l'Évêque    |                                     | Championnet Sports | 51 |                       |                       |  |  |                                     |                                     |  |  |                                        |                                        |
|  |                                   | US Pont-l'Évêque                    | 26                 |    |                       |                       |  |  |                                     |                                     |  |  |                                        |                                        |
|  | US Pont-l'Évêque                  | US Pont-l'Évêque                    | 26                 | 17 |                       |                       |  |  |                                     |                                     |  |  |                                        |                                        |
|  | US Pont-l'Évêque                  | 17 mars 1946, Nantes                |                    | 17 |                       |                       |  |  |                                     |                                     |  |  |                                        |                                        |
|  | Saint-Charles Alfortville         | 14                                  |                    |    |                       |                       |  |  |                                     |                                     |  |  |                                        |                                        |
|  | Saint-Charles Alfortville         | 14                                  | Championnet Sports | 30 |                       |                       |  |  |                                     |                                     |  |  |                                        |                                        |
|  | 24 février 1946, Nantes           |                                     | Championnet Sports | 30 |                       |                       |  |  |                                     |                                     |  |  |                                        |                                        |
|  |                                   | JDA Ménilmontant                    | 28                 |    |                       |                       |  |  |                                     |                                     |  |  |                                        |                                        |
|  | Hermine de Nantes                 | JDA Ménilmontant                    | 28                 | 25 |                       |                       |  |  |                                     |                                     |  |  |                                        |                                        |
|  | Hermine de Nantes                 |                                     |                    | 25 |                       |                       |  |  |                                     |                                     |  |  |                                        |                                        |
|  | Stade français                    | 22                                  |                    |    |                       |                       |  |  |                                     |                                     |  |  |                                        |                                        |
|  | Stade français                    | 22                                  | Hermine de Nantes  | 31 |                       |                       |  |  |                                     |                                     |  |  |                                        |                                        |
|  | 24 février 1946, Paris            |                                     | Hermine de Nantes  | 31 |                       |                       |  |  |                                     |                                     |  |  |                                        |                                        |
|  |                                   | JDA Ménilmontant                    | 52                 |    |                       |                       |  |  |                                     |                                     |  |  |                                        |                                        |
|  | JDA Ménilmontant                  | JDA Ménilmontant                    | 52                 | 50 |                       |                       |  |  |                                     |                                     |  |  |                                        |                                        |
|  | JDA Ménilmontant                  |                                     |                    | 50 |                       |                       |  |  |                                     |                                     |  |  |                                        |                                        |
|  | AS Montferrandaise                | 22                                  |                    |    |                       |                       |  |  |                                     |                                     |  |  |                                        |                                        |
|  | AS Montferrandaise                | 22                                  |                    |    |                       |                       |  |  |                                     |                                     |  |  |                                        |                                        |